# Pavelló Olímpic de Vic
Il Pavelló Olímpic de Vic è il più importante palazzetto dello sport della città di Vic in Spagna. Ha una capienza di 3.500 posti. 
L'impianto venne inaugurato nel 1992.
Di proprietà del Comune di Vic ospita le gare casalinghe del Vic, squadra di hockey su pista della città.

## Eventi ospitati
- Hockey su pista ai Giochi della XXV Olimpiade